# Princeton (Wirginia Zachodnia)
Princeton – miasto w Stanach Zjednoczonych, w stanie Wirginia Zachodnia, w hrabstwie Mercer.